# Meclemburgo (rocca)

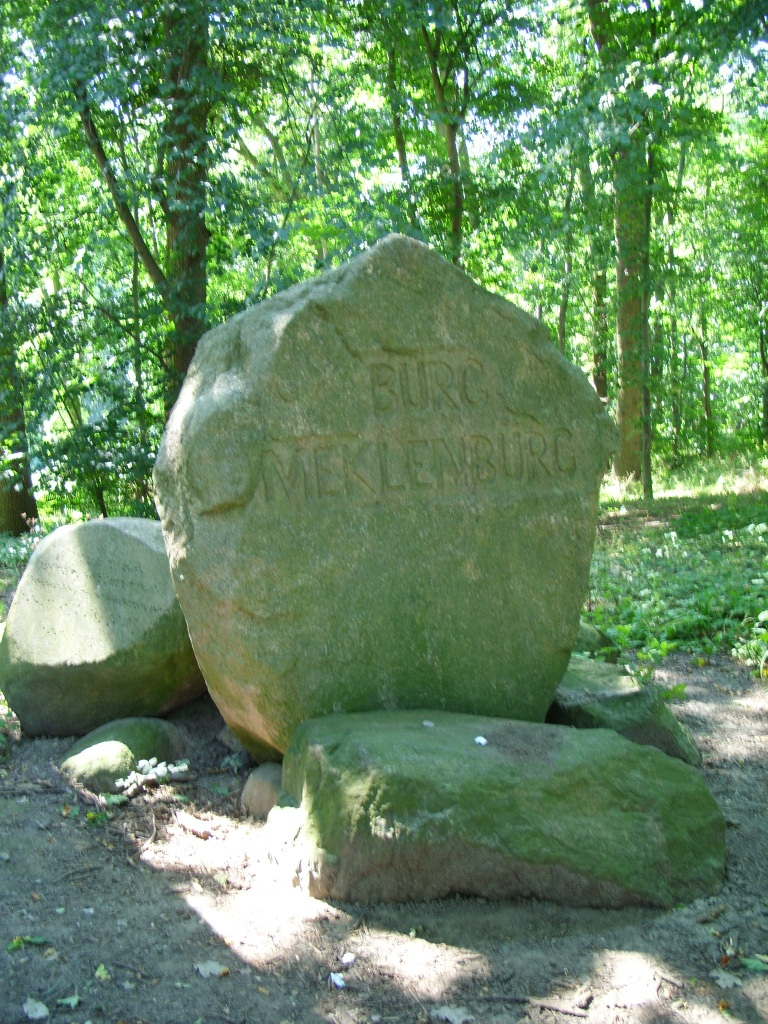
Lapide commemorativa sulle mura della rocca

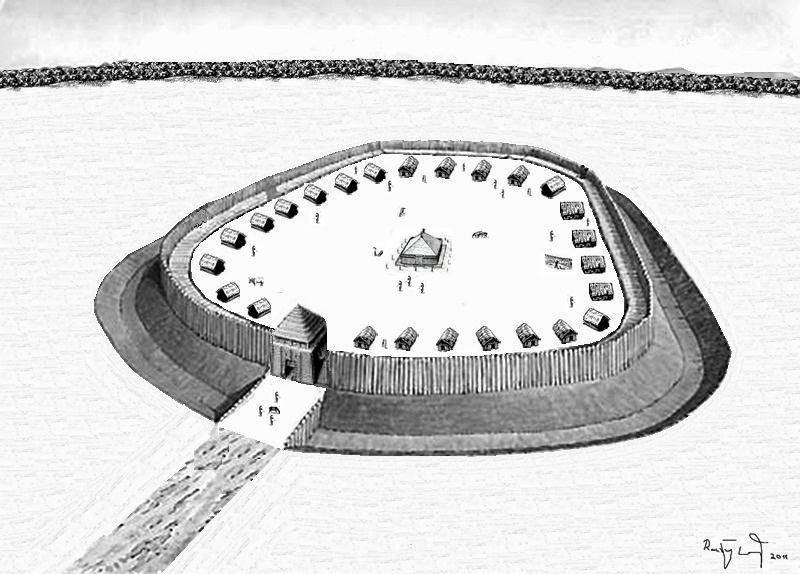
Ricostruzione semplificata della rocca

La rocca di Meclemburgo (nel medioevo in tedesco Michilin-/Michelin-/Mikelinburg = grossa rocca) fu la capitale e sede dei principi obodriti della dinastia dei Naconidi e successivamente del principe Niklot e del figlio Pribislavo, capostipiti del casato di Meclemburgo. La rocca si trovava nella zona dell'attuale comune di Dorf Mecklenburg a sud di Wismar.
Della ormai distrutta rocca rimane oggi solo un bastione in terra. Il suo primitivo nome, Wiligrad, riconduce a quello dell'attuale castello di Wiligrad.

## Struttura
L'installazione si estendeva su una superficie di 2,3 ettari, la cui lunghezza esterna misurava 234 m e 185 m la larghezza, mentre l'altezza massima era di 12,75 m. L'interno protetto della cittadella, di forma ellittica, aveva un'ampiezza di circa 1,4 ettari.
Per l'erezione del primo muro difensivo costruito a cassoni in tavole di quercia e palizzate di sostegno, fu necessario, secondo calcoli scientifici, spostare circa 25.000 m³ di masse terrose come l'acquisizione di 9.400 m³ di legname.

## Storia
La prima roccaforte slava nella zona del Meclemburgo, secondo gli scavi archeologici, venne eretta già nella prima metà del VII secolo sulla punta di una penisola Reperti di ceramica slava dagli scavi dietro le mura si fanno collocare al cosiddetto "tipo di Feldberg" Verso il 680 la fortificazione venne rinnovata e successivamente seguirono altre ristrutturazioni. La costruzione della fortezza cinta da acque venne realizzata con l'ampliamento di un potente muro difensivo in sette fasi di costruzione in un luogo paludoso, per quei tempi di difficile accesso. Il nome slavo della rocca non ci è pervenuto. Probabilmente si trattava di qualcosa come Weligrad, cioè "Grosso borgo". La denominazione tedesca (Michelenburg nel 955) poteva esserne una traduzione.
Dal X secolo la rocca divenne la capitale la sede sede della dinastia originale dei principi obodriti. Essa era in stretto contatto con la piazza commerciale dell'alto medioevo di Reric. Nel 965 la rocca fu citata in una relazione di viaggio del mercante ebreo-andaluso Ibrahim ibn Ya'qub come "fortezza naconide". Essa era nota nel territorio che si affaccia sul mar Baltico per il suo gigantesco mercato. Da Mikelenburg essa divenne, nel corso dei tempi, Meclemburgo. Ottone III citò per la prima volta il Meclemburgo in un documento ufficiale del 10 settembre 995.
A seguito di atti di guerra con i feudatari tedeschi e danesi, la roccaforte venne distrutta fra il 1160 ed il 1164. Nello stesso secolo la comunità originale obodrita venne definitivamente sconfitta dalla campagna di occupazione condotta da Enrico il Leone. Nel 1062 la nuova diocesi di Meclemburgo venne eretta scorporando parte del territorio della diocesi di Oldenburg e dopo il 1160 la sua sede venne spostata a Schwerin.
La cittadella fortificata fu ricostruita, ma già nel 1256 Giovanni I di Meclemburgo la fece demolire per utilizzarne il materiale nella costruzione del suo castello nell'allora fiorente città di Wismar. Nel 1277, nel corso delle lotte per il diritto alla tutela durante la prigionia di Enrico I di Meclemburgo, fra i principi di Meclemburgo e quelli di Werle, la rocca venne nuovamente ricostruita; 45 anni dopo fu ancora una volta rifatta e finalmente rimase vittima della distruzione. Dalla periferia della rocca nacque nel XIV secolo il comune di Dorf Mecklenburg. Dopo l'asportazione delle macerie, il muro venne utilizzato dai contadini come materiale da costruzione. Il primo rimboschimento con querce ebbe attuazione nel 1856. Nel 1870 venne creato il cimitero cittadino, nel quale si riconosche chiaramente ancora ilmuro difensivo della rocca. Essa viene oggi ricordata dal nome di una via: Am Burgwall.

## Scavi archeologici
Friedrich Lisch condusse nelle terre del posto rilevamenti topografici e scavi dal 1839 al 1841. Nel 1854 il muro venne proclamato monumento dal granduca Erlass. Nuovi, grossi scavi ebbero luogo negli anni 1967-71 per un tratto di muro di 52 m dal lato sud e su una superficie di 1.175 m² davanti alla rocca, sotto la direzione del prof. Claus Donat, dell'Accademia delle Scienze della DDR: